# Пожар на свадьбе в Каракоше
Пожар на свадьбе в Каракоше произошёл 26 сентября 2023 года в 22:45 по местному времени в зале бракосочетаний города Каракош, район Аль-Хамдания, мухафаза Найнава, Ирак. Возгорание возникло из-за запуска фейерверков во время христианской свадьбы. Из тысячи присутствующих людей по меньшей мере 152 погибло, еще около 180 получили ранения.

## Пожар
Согласно показаниям свидетелей, пожар вспыхнул из-за фейерверков, зажжённых во время танца новобрачных. Пламя фейерверков перекинулось на подвешенные украшения, а потом на другие легковоспламеняемые материалы на столах. Огонь охватил и горючие материалы, из которых было построено здание, а также сборные панели, установленные вопреки требованиям пожарной безопасности. Также легко вспыхнули и пластиковые панели, выделив при этом ядовитые газы. Предположительно в зале находилось около тысячи людей.     
По неизвестным причинам освещение отключилось, что затруднило эвакуацию собравшихся. По сообщениям крышу «за три секунды охватило пламя», и она обрушилась на людей. Власти объяснили распространение огня тем, что свадебный зал был отделан недорогой облицовкой типа «сэндвич-панели», которая является легковоспламеняющейся и ставшей причиной пожара в багдадской больнице «Ибн аль-Хатыб» в 2021 году и была запрещена в стране. Чтобы помочь людям быстрее выбраться из зала, был направлен бульдозер, разрушивший часть стены. Однако это усилило проникновение кислорода в здание и способствовало разрастанию пожара.  

### Погибшие и пострадавшие
Заместитель губернатора Найнавы Хасан аль-Аллак заявил, что погибли 114 человек, ранены, по меньшей мере, 150 человек. Из 114 погибших 30 человек опознаны родственниками, для опознания остальных потребуется анализ ДНК. Пострадавшие доставлены в различные окрестные больницы. Иракский журналист отметил, что медицинское оборудование оказалось недостаточным для оказания помощи. Большинство пострадавших поступили со 100% ожогами поверхности тела, остальные — с 50—60 %. Несмотря на первоначальные сообщения, жених и невеста остались живы.

## Реакции и последствия
Органы безопасности арестовали десятерых сотрудников и владельца зала и трёх человек, зажёгших фейерверки. Премьер-министр Ирака Мухаммед Шиа Ас-Судани объявил трёхдневный национальный траур, заявил, что будет организован комитет по расследованиям, и приказал всем соответствующим органам власти усилить проверки зданий и проверки процедур безопасности. 28 сентября он посетил Каракош, чтобы «навестить раненых и встретиться с семьями пострадавших». Он заявил, что в отношении «проявивших халатность и ответственных за этот трагический инцидент» будут применены самые строгие меры наказания, предусмотренные законом. 
Иракский священник Бутрос Шито, потерявший в этой катастрофе родителей, двух сестёр и двоих племянников, обвинил в происшедшем местные власти: «Исламское государство не убивало нас, а эта катастрофа убила. В этой стране мы ждём, пока свершится катастрофа, а потом разбираемся с результатами. Наш семейный дом теперь опустел из-за жадности и коррупции».
Члены ассирийской общины подвергли критике правительство за коррупцию и халатность по отношению к общественной безопасности. Религиозные лидеры иракских христиан призвали к международному расследованию обстоятельств пожара.

## Похожие случаи
Среди подобных трагедий прошлых лет, также вызванных безответственным применением пиротехники в помещениях, можно отметить следующие: 
- Пожар в клубе «Station»  (2003, Уэст-Уорик, США),
- Пожар в ночном клубе «Республика Кроманьон» (2004, Буэнос-Айрес, Аргентина),
- Пожар в клубе «Хромая лошадь» (2009, Пермь, Россия),
- Пожар в клубе «Kiss» (2013, Санта-Мария, Бразилия)